# Harry Julius Emeléus
Harry Julius Emeléus (* 22. Juni 1903 in Battle, East Sussex; † 2. Dezember 1993 in Cambridge, Cambridgeshire) war ein britischer Chemiker im Bereich der Anorganischen Chemie. Als Gründer einer Schule für Anorganische Chemie an der Universität Cambridge hatte er in Großbritannien eine zentrale Rolle auf diesem Gebiet inne.

## Leben
Emeléus war der Sohn eines aus Finnland eingewanderten hugenottischen Apothekers. Er schloss sein Studium am Imperial College London 1923 ab und wurde dort 1925 promoviert. Als Postdoktorand war er bei Alfred Stock an der Universität Karlsruhe (TH), wo er neben modernen Methoden der präparativen anorganischen Chemie auch das Glasblasen erlernte. Von 1929 bis 1931 arbeitete er bei Hugh Taylor an der Princeton University. Ab 1931 war er Lecturer und später Reader in Anorganischer Chemie am Imperial College London und von 1945 bis zu seiner Emeritierung 1970 Professor an der Universität Cambridge.
Sein gemeinsam mit John Stuart Anderson verfasstes Lehrbuch der Anorganischen Chemie von 1938 präsentierte das Gebiet unter neuen zeitgemäßen Aspekten und führte zu dessen Neubelebung in Großbritannien.
1944 arbeitete er am Oak Ridge National Laboratory im Manhattan Project.
1946 wurde er Fellow der Royal Society und 1958 CBE. Von 1960 bis 1962 war er Präsident der Chemical Society und von 1963 bis 1965 Präsident des Royal Institute of Chemistry. Von 1955 bis 1960 war er Präsident der Abteilung Anorganische Chemie der International Union of Pure and Applied Chemistry. Im Jahr 1960 wurde er zum Mitglied der Deutschen Akademie der Naturforscher Leopoldina und der Göttinger Akademie der Wissenschaften gewählt. 1954 erhielt er den Liversidge Award der Royal Society of Chemistry, 1962 die Davy-Medaille.
Er war seit 1931 mit Catherine Horton verheiratet und hatte zwei Söhne und zwei Töchter.  Von 1963 bis 1972 war er Trustee des British Museum.

## Schriften
- mit J. S. Anderson: Modern Aspects of Inorganic Chemistry, London, Routledge, 1938; 4. Auflage mit A. G. Sharpe, London, Routledge & Kegan Paul, 1973
- The chemistry of fluorine and its compounds, New York, Academic Press, 1969